# 胡格諾 (喬治亞州)
胡格諾（英語：Huguenot）是位於美國喬治亞州艾伯特縣的一個鬼鎮。由於此地已於1908年被荒廢，本地已無人居住。

## 地理
胡格諾的座標為33°59′22″N 82°38′18″W / 33.98944°N 82.63833°W，而該地的平均海拔高度為154米（即505英尺）。